# 24965 Akayu
24965 Akayu este un asteroid din centura principală de asteroizi.

## Descriere
24965 Akayu este un asteroid din centura principală de asteroizi. A fost descoperit pe 19 noiembrie 1997 la Nanyo de Tomimaru Okuni. Asteroidul prezintă o orbită caracterizată de o semiaxă mare de 3,04 ua, o excentricitate de 0,12 și o înclinație de 4,2° în raport cu ecliptica.